# 高原陵
34°44′59.5″N 112°39′27.5″E / 34.749861°N 112.657639°E
高原陵是中国西晋追尊皇帝高祖宣皇帝司马懿的陵墓。
司马懿是三国时曹魏的重臣，官至太傅，他的孙子司马炎取代曹魏建立晋朝，追尊司马懿为晉高祖宣皇帝，墓地改称为高原陵。高原陵位于河南省洛阳市洛阳故城东今偃师市北邙首阳山。《晋书·礼仪志》、《晋书·宣帝纪》记载：“於首阳山为土藏，不坟不树”、“敛以时服，不设明器，后终者不得合葬。”史书对陵墓地址方位略而不详，确切地址待考古发现。